# 亮江
亮江，是中国长江流域的一条河流，汇入沅江上游清水江，属于沅江水系。河长121千米，流域面积1699平方千米，多年平均流量33立方米每秒。自然落差442米。水能理论蕴藏量4万千瓦。